# Zolotarewskya shakespearei
Zolotarewskya shakespearei är en stekelart som först beskrevs av Girault 1926.  Zolotarewskya shakespearei ingår i släktet Zolotarewskya och familjen puppglanssteklar. Inga underarter finns listade i Catalogue of Life.